# 14 км (Кемеровская область)
14 км, рзд 14 км, разъезд 14 километр — разъезд в Юргинском районе Кемеровской области. Входит в состав Юргинского сельского поселения.

## География
Центральная часть населённого пункта расположена на абсолютной высоте 210 метров над уровнем моря
.

## Население
| 2010 |
| ---- |
| 35   |

Национальный и гендерный состав
По данным Всероссийской переписи населения 2010 года, в разъезде 23 км проживает 35 человек (16 мужчин, 19 женщин, 45,7 и 54,3 %% соответственно).
Согласно результатам переписи 2002 года, в национальной структуре населения русские составляли 100 % из 36 человек